# La Điện
La Điện (chữ Hán giản thể: 罗甸县, bính âm: Luódiàn Xiàn, âm Hán Việt: La Điện huyện) là một huyện thuộc Châu tự trị dân tộc Bố Y và dân tộc Miêu Kiềm Nam, tỉnh Quý Châu, Cộng hòa Nhân dân Trung Hoa. Huyện này có diện tích 3010 ki-lô-mét vuông, dân số năm 2002 là 310.000 người. Mã số bưu chính của huyện là 550100. Huyện lỵ đóng ở trấn Long Bình. Về mặt hành chính, huyện này được chia thành 8 trấn, 1 hương. 